# Hugo Sconochini
Hugo Ariel Sconochini (Cañada de Gómez, 10 aprile 1971) è un ex cestista argentino naturalizzato italiano, che giocava nel ruolo di guardia e ala piccola.

## Carriera

### Club
Comincia a Reggio Calabria, nell'allora Panasonic. Il primo anno le cose non vanno benissimo, visto che la squadra guidata da coach Carlo Recalcati non riesce a salvarsi e lui stesso verrà tagliato nel marzo del 1991. L'anno successivo, con la squadra in A2, la dirigenza calabrese richiama l'argentino, che sarà uno dei protagonisti della immediata promozione della compagine reggina. Sempre con Recalcati in panchina nel 1992, Sconochini scrive da protagonista le pagine più belle della storia sportiva della compagine calabrese: la squadra fa bella figura in questa stagione, raggiungendo i quarti di finale dei play-off, sfiorando le semifinali e venendo sconfitta dalla Benetton Treviso.
L'anno dopo Sconochini va all'Olimpia Milano dove rimane per due anni, allenato il primo anno da Mike D'Antoni, raggiungendo i quarti di finale dei play-off, e il secondo da Boscia Tanjević, con il quale si issa fino alle semifinali e gioca la finale di Coppa Korać
Nel 1995 si trasferisce alla Virtus Roma, dove gioca un solo anno lasciando un grande ricordo tra i tifosi virtussini che ne apprezzano lo spirito combattivo e la grinta agonistica.
Finalmente arriva la grande occasione, ossia la chiamata della Virtus Bologna, che proprio in quegli anni sta raggiungendo l'apice del periodo Alfredo Cazzola. È la Virtus di Sasha Danilović e coach Ettore Messina, di Alessandro Abbio e di Zoran Savić. Rimane in bianconero per quattro anni vincendo due scudetti, una Coppa Italia e due Eurolega, quella del 1998, di cui è assoluto protagonista nella final four, e quella del 2001.
Si trasferisce poi in Spagna dove gioca nei paesi baschi con il Tau Vitoria, dove vince il campionato spagnolo nel 2002. Dal 2002 torna in Italia disputando, come cavallo di ritorno, due campionati a Milano e due a Roma. A fine marzo del 2008 viene ingaggiato dall'Unione Cestistica Piacentina, formazione in serie C1 del girone B, per disputare i play-off. Alla fine della stagione lascia la squadra.
Si è trasferito stabilmente a Milano, e dal 2010 al 2012 ha militato nella Bettinzoli di Monticelli Brusati in Serie C1 contribuendo a due promozioni consecutive fino alla serie B.

### Nazionale
Comincia giovanissimo ad essere chiamato nella nazionale argentina. A fine anni '90 la nazionale non è però ancora fortissima, come testimonia l'ottavo posto raggiunto ai Mondiali del 1998.
La situazione cambia radicalmente quando la generazione di Ginóbili, Scola, Nocioni e Delfino entra nella maturità e raggiunge nel 2002 la finale dei Mondiali ad Indianapolis, perdendola contro gli jugoslavi. Raggiunse il maggior risultato a livello di nazionale alle Olimpiadi di Atene 2004, quando la nazionale argentina vince la competizione sconfiggendo in finale l'Italia, dopo aver battuto in semifinale i campioni statunitensi.

## Palmarès
- Campionato italiano: 2

Virtus Bologna: 1997-98, 2000-01
- Coppa Italia: 2

Virtus Bologna: 1999, 2001
- Campionato spagnolo: 1

Saski Baskonia: 2001-02
- Copa del Rey: 1

Saski Baskonia: 2002
- Eurolega: 2

Virtus Bologna: 1997-98, 2000-01
- Coppa Intercontinentale: 1

Panathinaikos: 1996